# Rivière Jean-Pierre
Rivière Jean-Pierre är ett vattendrag i Kanada.   Det ligger i provinsen Québec, i den sydöstra delen av landet, 300 km norr om huvudstaden Ottawa.
I omgivningarna runt Rivière Jean-Pierre växer i huvudsak blandskog. Trakten runt Rivière Jean-Pierre är nära nog obefolkad, med mindre än två invånare per kvadratkilometer.